# Hadena klapperichi
Hadena klapperichi är en fjärilsart som beskrevs av Charles Boursin 1960. Hadena klapperichi ingår i släktet Hadena och familjen nattflyn. Inga underarter finns listade i Catalogue of Life.